# Hechtia sphaeroblasta
Hechtia sphaeroblasta là một loài thực vật có hoa trong họ Bromeliaceae. Loài này được B.L.Rob. mô tả khoa học đầu tiên năm 1900.